# Браун, Марлон
Марлон Ди Браун (англ. Marlon D. Brown; 22 апреля 1991, Мемфис, Теннесси) — профессиональный американский футболист, уайд ресивер. С 2013 по 2015 год выступал в составе клуба НФЛ «Балтимор Рэйвенс». На студенческом уровне играл за команду университета Джорджии.

## Биография
Марлон Браун родился 22 апреля 1991 года в Мемфисе. Учился в школе Хардинг Академи, выступал в составе её футбольной команды. В 2008 году получил титул «Мистер Футбол» в Теннесси. Занимался баскетболом. На момент окончания школы входил в число трёх лучших молодых принимающих по версиям ESPN и Scout.com.

### Любительская карьера
После окончания школы Браун поступил в университет Джорджии, получив стипендию Викки и Леона Фармеров. В 2009 году он дебютировал в футбольном турнире NCAA, сыграл в восьми матчах. В 2010 году он принял участие в двенадцати играх, набрав 133 ярда с одним тачдауном. По итогам сезона Брауну была присуждена командная награда самому прогрессирующему игроку нападения.
В сезоне 2011 года Браун начал выходить на поле в стартовом составе команды. Он сыграл в двенадцати матчах, набрав 234 ярда с тремя тачдаунами. Самый результативный матч он провёл против «Вандербильта», набрав 121 ярд с двумя тачдаунами. В 2012 году Браун сыграл восемь матчей, в игре с «Миссури» установил личный рекорд, сделав восемь приёмов. Всего за свою карьеру в университете он набрал на приёме 851 ярд, в четырёх играх набирал более 100 ярдов.

#### Статистика выступлений в NCAA
| Сезон | Команда           | Игры | Приём | Приём | Приём | Приём | Вынос | Вынос | Вынос | Вынос |
| Сезон | Команда           | Игры | Rec   | Yds   | Y/A   | TD    | Att   | Yds   | Y/A   | TD    |
| ----- | ----------------- | ---- | ----- | ----- | ----- | ----- | ----- | ----- | ----- | ----- |
| 2015  | Джорджия Буллдогз | 8    | 2     | 15    | 7,5   | 0     | 0     | 0     | 0     | 0     |
| 2016  | Джорджия Буллдогз | 12   | 11    | 133   | 12,1  | 1     | 0     | 0     | 0,0   | 0     |
| 2017  | Джорджия Буллдогз | 12   | 15    | 234   | 15,6  | 3     | 0     | 0     | 0,0   | 0     |
| 2018  | Джорджия Буллдогз | 8    | 27    | 469   | 17,4  | 4     | 0     | 0     | 0,0   | 0     |
| Всего | Всего             | 40   | 55    | 851   | 15,5  | 8     | 0     | 0     | 0,0   | 0     |

### Профессиональная карьера
На драфте НФЛ 2013 года Браун выбран не был. В статусе свободного агента он подписал трёхлетний контракт на сумму 1,49 млн долларов с «Балтимором». В своём дебютном сезоне он сыграл четырнадцать матчей, набрав 524 ярда и сделав семь тачдаунов, рекорд для новичков команды. Высокой результативности Брауна способствовала игра рядом с Торри Смитом и Брэндоном Стокли, оттягивавшим на себя внимание защитников. Затем в «Рэйвенс» пришли Камар Эйкен и Стив Смит, вытеснившие его из основного состава. Роль Брауна, выделявшегося только своими антропометрическими данными, стала менее заметной. В 2014 году он набрал только 255 ярдов, в чемпионате 2015 года сделал 14 приёмов на 112 ярдов.
В июле 2016 года Браун подписал однолетний контракт с «Денвером», главный тренер которого Гэри Кубиак ранее работал координатором нападения в «Балтиморе». Он хорошо провёл предсезонные сборы, но получил травму спины и был отчислен до начала регулярного чемпионата. В ноябре он вернулся в команду и был внесён в список травмированных до конца сезона. Летом 2017 года Брауну не удалось закрепиться в составе «Бронкос», после чего он полностью пропустил сезон. Весной 2018 года он успешно прошёл просмотр в «Чикаго Беарс» и подписал с командой контракт. Перед стартом чемпионата его внесли список травмированных, а в октябре отчислили.
В апреле 2021 года Браун через Твиттер объявил об окончательном завершении спортивной карьеры.

#### Статистика выступлений в НФЛ

##### Регулярный чемпионат
| Сезон | Команда          | Игры | Приём | Приём | Приём | Приём | Вынос | Вынос | Вынос | Вынос |
| Сезон | Команда          | Игры | Rec   | Yds   | Y/A   | TD    | Att   | Yds   | Y/A   | TD    |
| ----- | ---------------- | ---- | ----- | ----- | ----- | ----- | ----- | ----- | ----- | ----- |
| 2013  | Балтимор Рэйвенс | 14   | 49    | 524   | 10,7  | 7     | 1     | -2    | -2,0  | 0     |
| 2014  | Балтимор Рэйвенс | 14   | 24    | 255   | 10,6  | 0     | 0     | 0     | 0,0   | 0     |
| 2015  | Балтимор Рэйвенс | 10   | 14    | 112   | 8,0   | 0     | 0     | 0     | 0,0   | 0     |
| Всего | Всего            | 38   | 87    | 891   | 10,2  | 7     | 1     | 2     | -2,0  | 0     |

##### Плей-офф
| Сезон | Команда          | Игры | Приём | Приём | Приём | Приём | Вынос | Вынос | Вынос | Вынос |
| Сезон | Команда          | Игры | Rec   | Yds   | Y/A   | TD    | Att   | Yds   | Y/A   | TD    |
| ----- | ---------------- | ---- | ----- | ----- | ----- | ----- | ----- | ----- | ----- | ----- |
| 2014  | Балтимор Рэйвенс | 2    | 6     | 48    | 8,0   | 0     | 0     | 0     | 0,0   | 0     |
| Всего | Всего            | 2    | 6     | 48    | 8,0   | 0     | 0     | 0     | 0,0   | 0     |